# ニコス・アナスタシアディス
ニコス・アナスタシアディス（アナスタシアデス、ギリシア語: Νίκος Αναστασιάδης、1946年9月27日 - ）は、ギリシャ系キプロス人の政治家。2013年2月にキプロス共和国の第7代大統領に就任した。
1997年から大統領選出までは中道右派政党民主運動党 (DISY) の党首を務めた。

## 生い立ち
1946年、キプロス南部リマソール地区のペラ・ペディ村に生まれる。1969年にアテネ大学法学部を卒業した後、1971年にロンドン大学のユニヴァーシティ・カレッジ・ロンドンで海商法の研究課程を修了、1972年、キプロスで弁護士事務所 "Nicos Chr. Anastasiades & Partners" を開いて弁護士として活動した。ギリシャでの学生時代、ゲオルギオス・パパンドレウの青年組織で積極的に活動を行っていた。

## 政治経歴
1981年にキプロス国会議員に初当選し、1997年6月8日には、所属する民主運動党 (DISY) の党首となった。
2011年5月22日に行われたキプロス議員選挙で民主運動党は20議席を確保し最大勢力となったが、代議院の議席56席の過半数には至らなかった。2013年2月のキプロス大統領選で、民主運動党の擁立する大統領候補となり、第2回目の投票で57.48%の得票率で勝利した。
2018年2月4日、任期満了に伴う大統領選挙の決選投票が行われ、労働人民進歩党の支援を受けたマラス元保健相を抑え再選。

### 徴兵制度

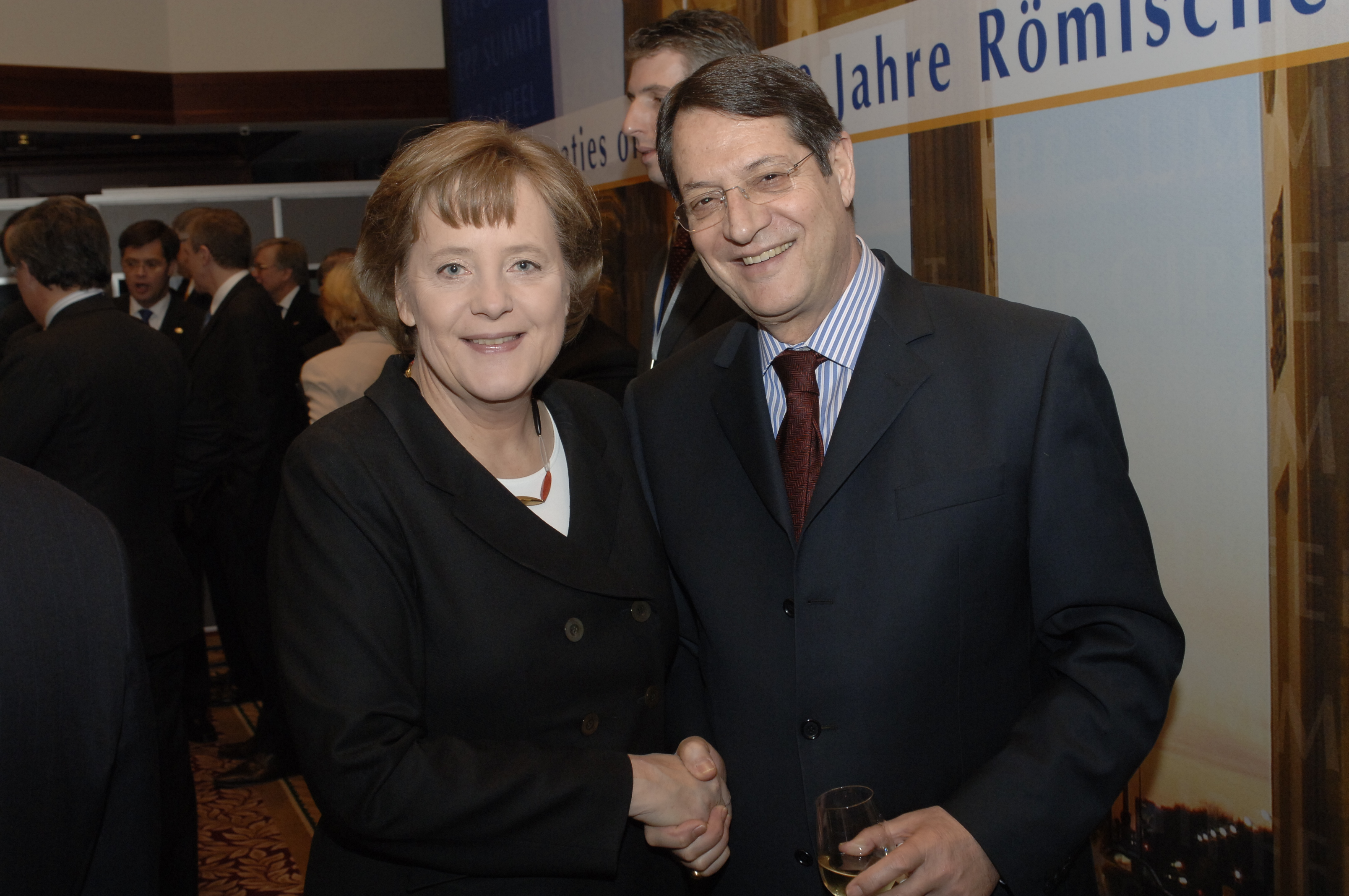
2007年のEPPサミットで独首相アンゲラ・メルケルと握手を交わすアナスタシアディス

アナスタシアディスの率いる民主運動党は、一貫して徴兵数削減策を支持しており、2011年には、兵役期間を現行の25カ月から14カ月に短縮し、不足した兵数は職業軍人を必要なだけ雇用するとの案に対して党内の支持を取り付けた。記者会見の席上でアナスタシアディスは、キプロス国家守備隊をより近代的な、準専門的な国軍に改編したいとの考えを示し、同案は経済面からは、徴兵制度改革に伴い最初の4-5年の間は軍事費が増えるが、その後は減少するため、防衛費や徴集された兵の維持費のGDPに占める割合を最小限にとどめ、その差額分を教育や農業といった分野に分配することができる、と主張している。
2013年の大統領選挙期間中には、就任後100日以内に徴兵期間を14ヶ月にすると公約している。

### キプロス問題
アナスタシアディスは、キプロス問題に関する包括的合意案、いわゆるアナン案を支持していたが、所属する民主運動党はこの案に対し過半数の61％が反対して否決した。また否決に際して、党内からもアナスタシアディスに党首辞任を求める声が上がった。さらに、アナスタシアディスが欧州議会に対しキプロス政府は言論の自由や人権を蹂躙していると主張する文書を送りつけ、党幹部の多くがこれに激怒したこともある。

### NATO加盟
2011年2月、キプロス議会は、NATO加盟の最終ステップにあたる平和のためのパートナーシップの枠組みに参加する案について、アナスタシアディス率いる民主運動党 (DISY) をはじめ、民主党 (DIKO)、社会民主運動党 (EDEK)、欧州党 (EK) などの賛同を得て可決した。だが当時のキプロス大統領ディミトリス・フリストフィアス（AKEL）は、NATO加盟は自身の公約である「トルコ系キプロス人との間の和平の樹立」に反する行為であるとして法案に対し拒否権を発動した。大統領となったアナスタシアディスは、2013年中すみやかにNATOへの加盟を申請する考えであることを示した。

### 中国との関係
2012年9月、中国を公式訪問したアナスタシアディスは、中国共産党幹部の賀国強と会談した。賀国強は、中国はキプロスとの関係をより健全で安定的な方法で発展させる用意があり、また中国共産党とキプロス民主運動党との友好協力関係を深化させたいとの考えを示した。これに対しアナスタシアディスは、キプロスもエネルギー、投資、観光などの面で中国との協力関係をより強固なものとする用意があり、また欧州と中国との関係発展のためにキプロス民主運動党党首としても中国共産党に協力したい、と述べている。

### 大統領
2012年3月、アナスタシアディスは欧州議会議員エレーニ・テオハロスを破り、民主運動党の擁立するキプロス大統領候補となった。得票数はアナスタシアディスが673票 (86.73%) 、テオハロスが103票 (13.27%) であった。2013年2月17日に行われた大統領選の第1回投票でアナスタシアディスは45%を獲得、労働人民進歩党 (AKEL) の支持を受けたスラブロス・マラスは26.9%、ヨルゴス・リリカスは24.9%であり、アナスタシアディスとマラスの2候補で第2回投票が行われることとなった。2月24日に行われた決選投票で、アナスタシアディスは57.5%の票を得てマラスを下し、キプロス大統領に選出された。2018年1月28日に行われた大統領選挙では第1回目投票で35.5％の票を獲得し、2月4日の決選投票で55.99％の票を獲得し再選を果たした。

## 家族
1971年にアンドリ・ムスタクディス (Andri Moustakoudi) と結婚し、娘が2人いる。